# Норьега Агуэро, Сенон
Сенон Норьега Агуэро (исп. Zenón Noriega Agüero; 12 июля 1900, Кахамарка, Перу — 7 мая 1957, Лима, Перу) — перуанский военный и политический деятель. Был временным президентом Перу в течение двух месяцев в 1950 году.

## Карьера
Норьега был президентом Перу в течение нескольких недель в 1950 году, когда в соответствии с конституцией Мануэль Одриа был вынужден оставить пост президента для участия в новых выборах. Историки сходятся во мнении, что Зенон Норьега не принимал самостоятельных решений и полностью зависел от Мануэля Одриа.
Сразу после его второго вступления в должность президента в Перу была восстановлена должность премьер-министра страны. Этот пост он занимал в течение четырёх лет. Далее отношения президента и премьер-министра испортились, в Перу появился новый глава правительства.
В 1955 году планировал совершить государственный переворот против Мануэля Одриа, но был арестован и заключён в столичную тюрьму, где и умер в мае 1957 года.